# ويليام بي. سمول
ويليام بي. سمول (بالإنجليزية: William B. Small)‏ هو محامي وسياسي أمريكي، ولد في 17 مايو 1817 في الولايات المتحدة، وتوفي في 7 أبريل 1878. حزبياً، نشط في الحزب الجمهوري. وقد انتخب عضو مجلس ولاية نيوهامبشير وانتخب عضو مجلس النواب الأمريكي.